# Polska na Zimowych Igrzyskach Olimpijskich Młodzieży 2012
Polskę na Zimowych Igrzyskach Olimpijskich Młodzieży 2012, które odbywały się w Innsbrucku reprezentowało 19 zawodników.

## Skład reprezentacji Polski

### Biathlon
Chłopcy
| Zawodnicy     | Konkurencja    | Bieg    | Bieg       | Miejsce |
| Zawodnicy     | Konkurencja    | Czas    | Strzelanie | Miejsce |
| ------------- | -------------- | ------- | ---------- | ------- |
| Mateusz Janik | Sprint         | 22:19.6 | 1+3        | 30.     |
| Mateusz Janik | Bieg pościgowy | 34:33.2 | 1+1+3+2    | 33.     |
| Jakub Topór   | Sprint         | 22:08.6 | 4+0        | 24.     |
| Jakub Topór   | Bieg pościgowy | 33:15.6 | 2+2+2+1    | 24.     |

Dziewczęta
| Zawodniczki   | Konkurencja    | Bieg    | Bieg       | Miejsce |
| Zawodniczki   | Konkurencja    | Czas    | Strzelanie | Miejsce |
| ------------- | -------------- | ------- | ---------- | ------- |
| Beata Lassak  | Sprint         | 20:56.1 | 2+2        | 34.     |
| Beata Lassak  | Bieg pościgowy | 34:19.9 | 1+1+4+2    | 30.     |
| Kinga Mitoraj | Sprint         | 19:58.2 | 0+3        | 24.     |
| Kinga Mitoraj | Bieg pościgowy | 34:22.4 | 2+1+4+2    | 32.     |

Sztafeta mieszana
| Zawodnicy                                            | Konkurencja       | Bieg      | Bieg       | Miejsce |
| Zawodnicy                                            | Konkurencja       | Czas      | Strzelanie | Miejsce |
| ---------------------------------------------------- | ----------------- | --------- | ---------- | ------- |
| Kinga Mitoraj Beata Lassak Jakub Topór Mateusz Janik | Sztafeta mieszana | 1:18:55.5 | 4+18       | 12.     |

### Biegi narciarskie
Chłopcy
| Zawodnik   | Konkurencja   | Kwalifikacje | Kwalifikacje | Ćwierćfinał | Ćwierćfinał | Półfinał      | Półfinał      | Finał         | Finał         |
| Zawodnik   | Konkurencja   | Wynik        | Miejsce      | Wynik       | Miejsce     | Wynik         | Miejsce       | Wynik         | Miejsce       |
| ---------- | ------------- | ------------ | ------------ | ----------- | ----------- | ------------- | ------------- | ------------- | ------------- |
| Dawid Bril | Sprint        | 1:46.47      | 11. Q        | 2:11.2      | 6.          | Nie awansował | Nie awansował | Nie awansował | Nie awansował |
| Dawid Bril | Bieg na 10 km |              |              |             |             |               |               | 31:27.8       | 15.           |

Dziewczęta
| Zawodniczka     | Konkurencja  | Kwalifikacje | Kwalifikacje | Ćwierćfinał | Ćwierćfinał | Półfinał       | Półfinał       | Finał          | Finał          |
| Zawodniczka     | Konkurencja  | Wynik        | Miejsce      | Wynik       | Miejsce     | Wynik          | Miejsce        | Wynik          | Miejsce        |
| --------------- | ------------ | ------------ | ------------ | ----------- | ----------- | -------------- | -------------- | -------------- | -------------- |
| Urszula Łętocha | Sprint       | 2:05.81      | 22. Q        | 2:02.4      | 5.          | Nie awansowała | Nie awansowała | Nie awansowała | Nie awansowała |
| Urszula Łętocha | Bieg na 5 km |              |              |             |             |                |                | 16:22.3        | 16.            |

Sztafeta mieszana z biathlonem
| Zawodnicy                                           | Konkurencja       | Bieg      | Bieg       | Miejsce |
| Zawodnicy                                           | Konkurencja       | Czas      | Strzelanie | Miejsce |
| --------------------------------------------------- | ----------------- | --------- | ---------- | ------- |
| Beata Lassak Urszula Łętocha Jakub Topór Dawid Bril | Sztafeta mieszana | 1:11:40.6 | 4+6        | 18.     |

### Kombinacja norweska
Chłopcy
| Zawodnik     | Konkurencja   | Skoki  | Skoki   | Biegi  | Biegi        | Razem        | Razem        |
| Zawodnik     | Konkurencja   | Punkty | Miejsce | Strata | Czas biegu   | Łącznie      | Miejsce      |
| ------------ | ------------- | ------ | ------- | ------ | ------------ | ------------ | ------------ |
| Michał Pytel | Indywidualnie | 120.8  | 10      | 1:07   | Nie ukończył | Nie ukończył | Nie ukończył |

### Łyżwiarstwo szybkie
Chłopcy
| Zawodnicy      | Konkurencje | Wyścig 1 | Wyścig 2 | Razem   | Miejsce |
| -------------- | ----------- | -------- | -------- | ------- | ------- |
| Marcel Drwięga | 500 m       | 40.36    | 39.94    | 80.30   | 8.      |
| Marcel Drwięga | Bieg masowy |          |          | 7:51.71 | 20.     |
| Adam Iwaniszyn | 1500 m      |          |          | 2:07.94 | 15.     |
| Adam Iwaniszyn | 3000 m      |          |          | 4:30.06 | 11.     |
| Adam Iwaniszyn | Bieg masowy |          |          | 7:24.81 | 15.     |

Dziewczęta
| Zawodniczki          | Konkurencje | Wyścig 1 | Wyścig 2 | Razem   | Miejsce |
| -------------------- | ----------- | -------- | -------- | ------- | ------- |
| Aleksandra Karpuziak | 1500 m      |          |          | 2:17.29 | 10.     |
| Aleksandra Karpuziak | 3000 m      |          |          | 4:51.48 | 6.      |
| Aleksandra Karpuziak | Bieg masowy |          |          | 6:22.03 | 16.     |
| Kaja Ziomek          | 500 m       | 82.75    | 44.77    | 127.52  | 16.     |
| Kaja Ziomek          | 1500 m      |          |          | 2:23.23 | 14.     |
| Kaja Ziomek          | Bieg masowy |          |          | 6:21.46 | 15.     |

### Narciarstwo alpejskie
Chłopcy
| Zawodnik         | Konkurencja     | Wyniki       | Wyniki       | Wyniki       | Wyniki       |
| Zawodnik         | Konkurencja     | Runda 1      | Runda 2      | Razem        | Miejsce      |
| ---------------- | --------------- | ------------ | ------------ | ------------ | ------------ |
| Andrzej Dziedzic | Slalom          | Nie ukończył | Nie ukończył | Nie ukończył | Nie ukończył |
| Andrzej Dziedzic | Slalom gigant   | 1:00.76      | 56.55        | 1:57.31      | 15.          |
| Andrzej Dziedzic | Supergigant     |              |              | 1:07.98      | 23.          |
| Andrzej Dziedzic | Superkombinacja | 1:05.69      | Nie ukończył | Nie ukończył | Nie ukończył |

Dziewczęta
| Zawodniczka     | Konkurencja     | Wyniki  | Wyniki        | Wyniki            | Wyniki            |
| Zawodniczka     | Konkurencja     | Runda 1 | Runda 2       | Razem             | Miejsce           |
| --------------- | --------------- | ------- | ------------- | ----------------- | ----------------- |
| Katarzyna Wąsek | Slalom          | 43.63   | Nie ukończyła | Nie ukończyła     | Nie ukończyła     |
| Katarzyna Wąsek | Slalom gigant   | 1:02.76 | 1:02.51       | 2:05.27           | 26.               |
| Katarzyna Wąsek | Supergigant     |         |               | Zdyskwalifikowana | Zdyskwalifikowana |
| Katarzyna Wąsek | Superkombinacja | 1:10.14 | 38.44         | 1:48.58           | 19.               |

### Saneczkarstwo
Chłopcy
| Zawodnicy                    | Konkurencja | Finał   | Finał   | Finał    | Finał   |
| Zawodnicy                    | Konkurencja | Ślizg 1 | Ślizg 2 | Razem    | Miejsce |
| ---------------------------- | ----------- | ------- | ------- | -------- | ------- |
| Jakub Firlej                 | Jedynki     | 41.243  | 41.325  | 1:22.568 | 22.     |
| Jakub Firlej Mateusz Woźniak | Dwójki      | 43.498  | 43.805  | 1:27.303 | 9.      |

Dziewczęta
| Zawodniczka       | Konkurencja | Finał   | Finał   | Finał    | Finał   |
| Zawodniczka       | Konkurencja | Ślizg 1 | Ślizg 2 | Razem    | Miejsce |
| ----------------- | ----------- | ------- | ------- | -------- | ------- |
| Natalia Biesadzka | Jedynki     | 41.044  | 40.921  | 1:21.965 | 12.     |

Drużyna
| Zawodnicy                                                       | Konkurencja | Finał   | Finał      | Finał  | Finał    | Finał   |
| Zawodnicy                                                       | Konkurencja | Chłopcy | Dziewczęta | Dwójka | Razem    | Miejsce |
| --------------------------------------------------------------- | ----------- | ------- | ---------- | ------ | -------- | ------- |
| Natalia Biesadzka Jakub Kowalewski Jakub Firlej Mateusz Woźniak | Drużyna     | 45.549  | 48.192     | 48.172 | 2:21.913 | 10.     |

### Skoki narciarskie
Chłopcy
| Zawodnik       | Konkurencja   | Runda 1   | Runda 1 | Runda 2   | Runda 2 | Razem  | Razem   |
| Zawodnik       | Konkurencja   | Odległość | Punkty  | Odległość | Punkty  | Punkty | Miejsce |
| -------------- | ------------- | --------- | ------- | --------- | ------- | ------ | ------- |
| Krzysztof Leja | Indywidualnie | 64,5 m    | 101.1   | 66,0 m    | 105.2   | 206.3  | 14.     |

Dziewczęta
| Zawodniczka      | Konkurencja   | Runda 1   | Runda 1 | Runda 2   | Runda 2 | Razem  | Razem   |
| Zawodniczka      | Konkurencja   | Odległość | Punkty  | Odległość | Punkty  | Punkty | Miejsce |
| ---------------- | ------------- | --------- | ------- | --------- | ------- | ------ | ------- |
| Magdalena Pałasz | Indywidualnie | 40,5 m    | 34.5    | 43,5 m    | 43.2    | 77.7   | 14.     |

Mieszany konkurs drużynowy
| Zawodnicy                                    | Konkurencja      | Runda 1 | Runda 2 | Razem  | Razem   |
| Zawodnicy                                    | Konkurencja      | Punkty  | Punkty  | Punkty | Miejsce |
| -------------------------------------------- | ---------------- | ------- | ------- | ------ | ------- |
| Magdalena Pałasz Michał Pytel Krzysztof Leja | Drużyna mieszana | 210.8   | 215.4   | 426.2  | 12.     |